# Nova Mamoré
Nova Mamoré, amtlich portugiesisch Município de Nova Mamoré, ist eine Kleinstadt im Bundesstaat Rondônia in Brasilien. Die Bevölkerung wurde 2024 auf ca. 28.500 Einwohner geschätzt, die auf rund 10.072 km² (2017) leben.
Die Besiedlung ist eng mit dem Bau der Madeira-Mamoré-Eisenbahn verbunden. Der Ort wurde am 15. Juni 1988 durch Ausgliederung aus Guajará-Mirim gegründet.

## Lage
Nova Mamoré liegt 7 km westlich der Mündung des bolivianischen Flusses Madre de Dios in den Río Mamoré, 40 km nördlich der Stadt Guajará-Mirim. In den Gemeindegrenzen liegt die am 13. März 1990 auf 204.583 Hektar eingerichtete Reserva Extrativista do Rio Ouro Preto, eines der Nutzreservate im Amazonas-Regenwald. Der Ort ist Teil des Nationalparks Pacaás Novos (Parque Nacional de Pacaás Novos).

## Bevölkerung
Quelle: IBGE (Angaben für 2018 sind lediglich Schätzungen). 24,79 % der Bevölkerung waren 2010 Kinder und Jugendliche bis 15 Jahre. 58 % lebten 2010 im städtischen und 42 % im weitläufigen ländlichen Raum.
Der Index der menschlichen Entwicklung für Städte, abgekürzt HDI (portugiesisch: IDH-M), lag 1991 bei dem niedrigen Wert von 0,336, im Jahr 2010 bei dem ebenfalls als niedrig eingestuften Wert von 0,587.
Die Analphabetenquote lag 2010 bei etwa 17 %.

## Territorien der Indigenen
Nördlich schließt sich das Terra Indígena Igarapé Ribeirã an, südlich das Terra Indígena Igarapé, die von den Wari' (Waricaca') bewohnt werden.